# Kōshi
Kōshi (jap. 合志市 Kōshi-shi) ist eine japanische Stadt in der Präfektur Kumamoto auf der Insel Kyūshū.

## Geographie
Kōshi liegt nordöstlich von Kumamoto und südwestlich von Kikuchi.

## Geschichte
Die Stadt Kōshi entstand am 27. Februar 2006 aus dem Zusammenschluss der Gemeinden Kōshi (合志町, -machi) und Nishigōshi (西合志町, -machi) im Landkreis Kikuchi.

## Weblinks

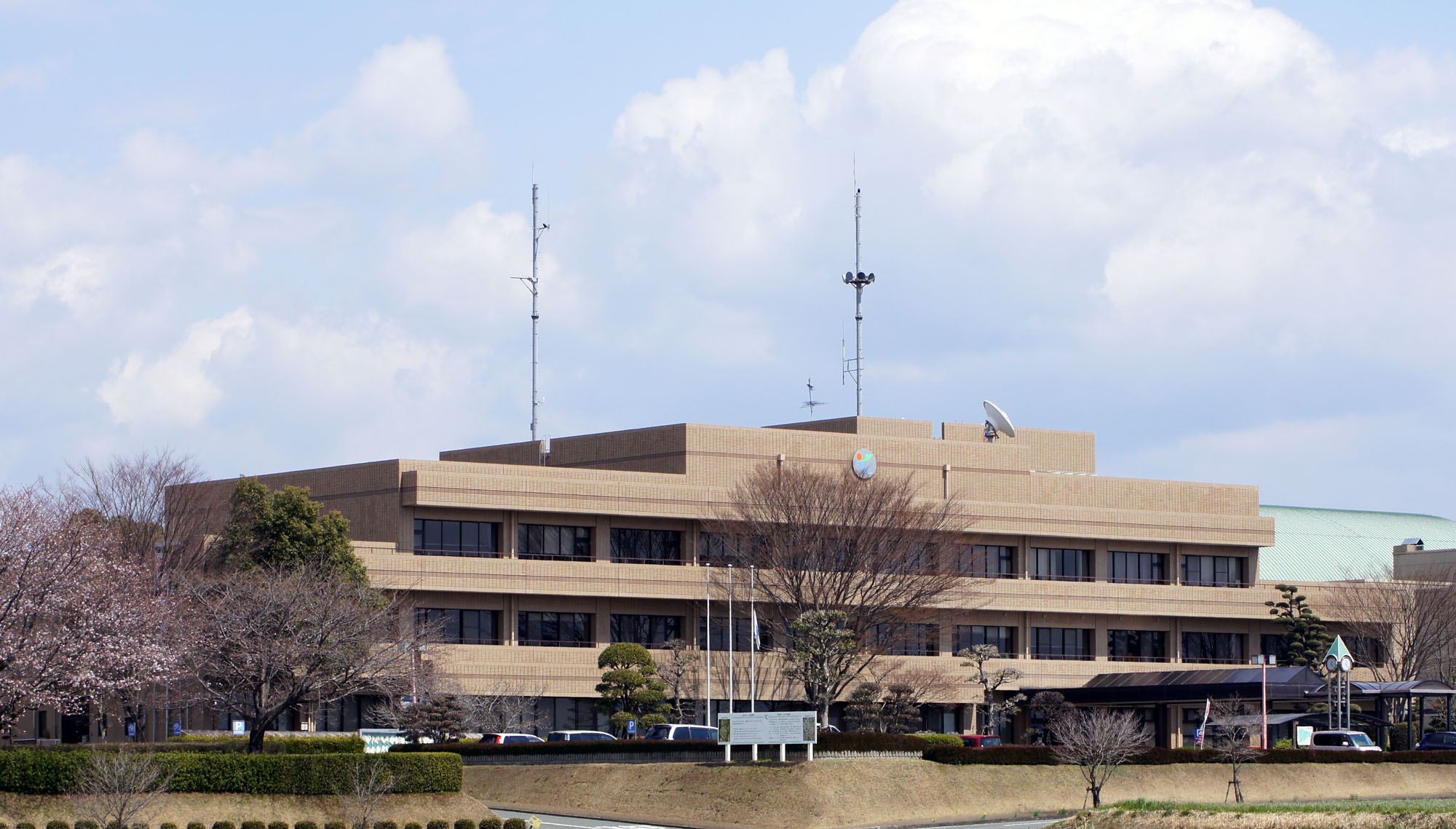
Rathaus von Kōshi

## Verkehr
- Straße:
  - Nationalstraße 387

## Söhne und Töchter der Stadt
- Masato Uchishiba (* 1978), Judoka

## Angrenzende Städte und Gemeinden
- Kikuchi
- Kumamoto
- Ōzu
- Kikuyō